# Pedro Santa Cecilia García
Pedro Santa Cecilia García (nascut el 10 de març de 1984 a Gijón), és un futbolista que actualment juga per l'Auckland City del Campionat de Futbol de Nova Zelanda.